# Timothée Chalamet

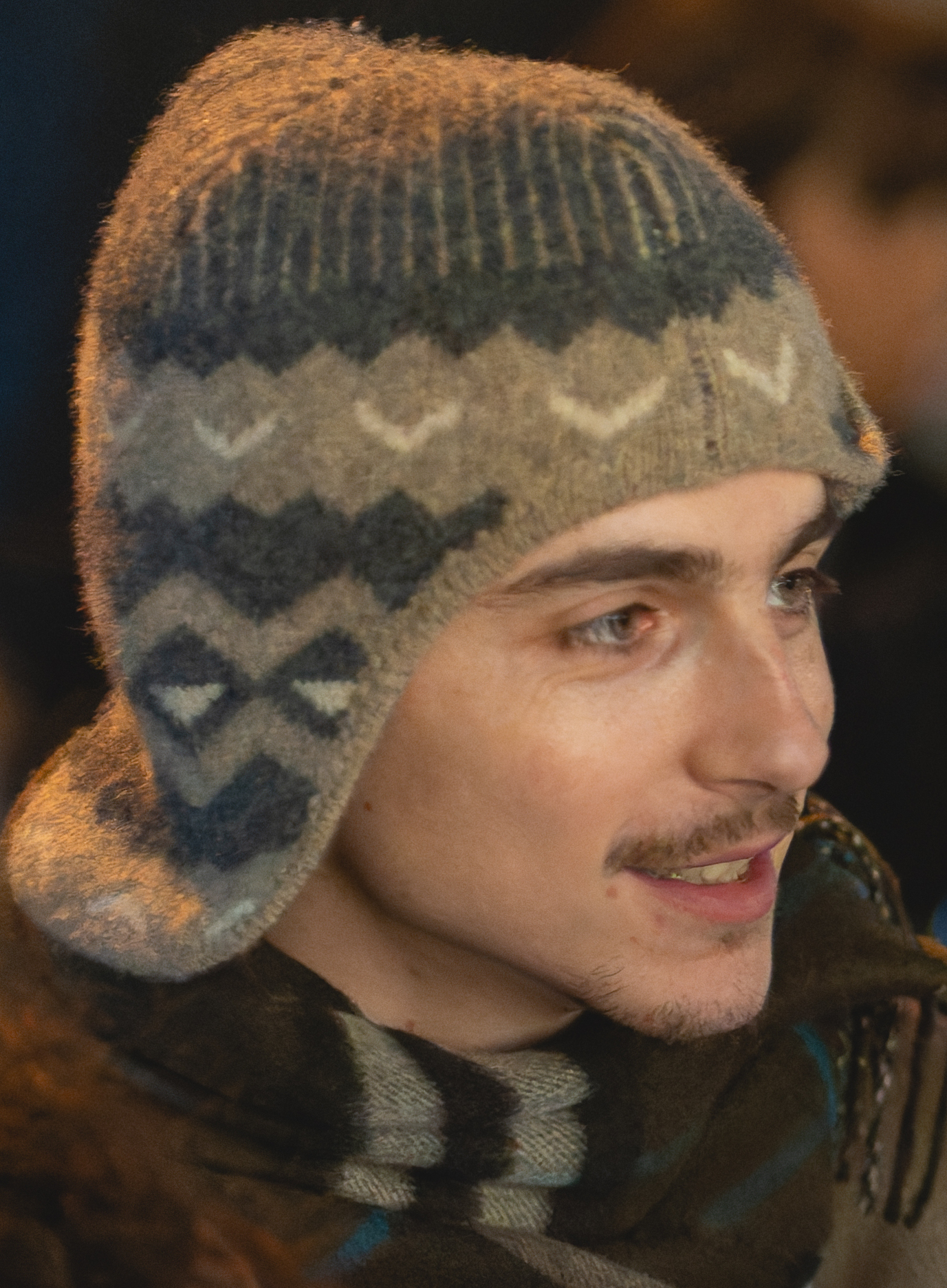
Timothée Chalamet (Dezember 2024)

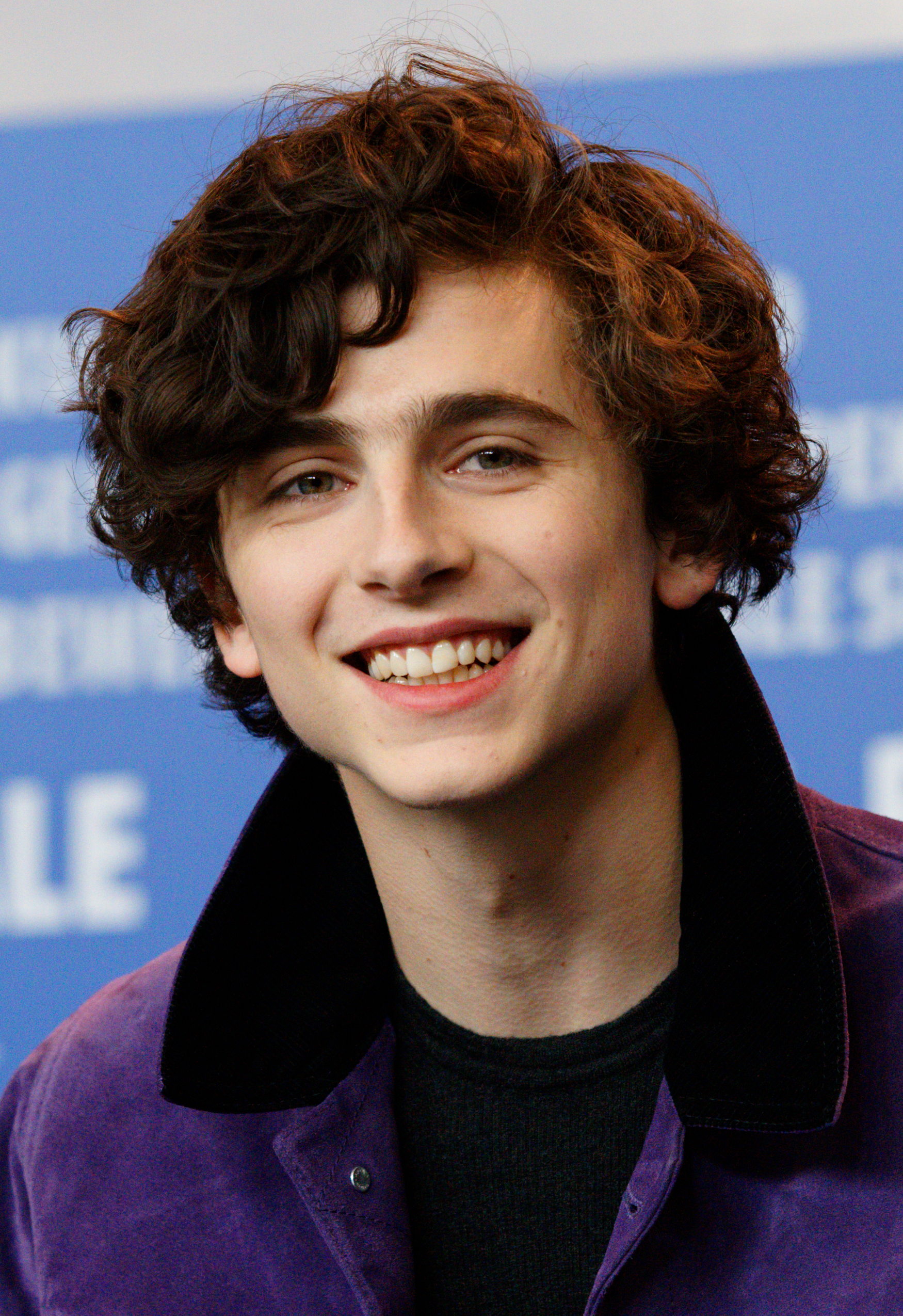
Timothée Chalamet 2017 bei den Internationalen Filmfestspielen in Berlin

Timothée Hal Chalamet (* 27. Dezember 1995 in New York City) ist ein US-amerikanisch-französischer Schauspieler, der seit 2009 für Film- und Fernsehproduktionen vor der Kamera steht. Der Durchbruch gelang ihm 2017 mit dem Film Call Me by Your Name, für den er eine Oscar-Nominierung als Bester Hauptdarsteller erhielt. Mit Hauptrollen in Blockbustern wie Dune und Dune: Part Two oder Wonka etablierte er sich als Hollywood-Star.

## Leben und Karriere

### Familie und Ausbildung
Timothée Hal Chalamet wurde im Dezember 1995 in Manhattan als zweites und letztes Kind eines Franzosen und einer US-Amerikanerin geboren, seine ältere Schwester ist die Schauspielerin Pauline Chalamet. Er besitzt sowohl die französische als auch die amerikanische Staatsbürgerschaft. In seiner Kindheit verbrachte er viel Zeit bei seinen Großeltern in der französischen Gemeinde Le Chambon-sur-Lignon. Chalamet besuchte die PS 87 William T. Sherman School, bevor er an der Fiorello H. LaGuardia High School in New York angenommen wurde. Dort führte er unter anderem eine Beziehung mit Lourdes Leon, der Tochter von Madonna. Nach seinem Abschluss besuchte er die Columbia University, wo er Kulturanthropologie studierte. Nach einem Jahr zog er in die Bronx, um an der New York University seiner Ambition, Schauspieler zu werden, nachzugehen.

### Schauspielkarriere
Seit seinem 13. Lebensjahr stand Chalamet für Fernsehproduktionen vor der Kamera. Er absolvierte zunächst Gastauftritte in verschiedenen amerikanischen Fernsehserien und war 2012 in der Spionageserie Homeland in acht Folgen als Sohn des US-amerikanischen Vizepräsidenten zu sehen. 2014 spielte er erstmals in einem Film mit, als er für die Rolle des jungen Tom, Sohn der Hauptfigur Cooper, in Christopher Nolans Science-Fiction-Film Interstellar besetzt wurde. 2017 wirkte Chalamet an dem Film Lady Bird der Regisseurin Greta Gerwig in einer Nebenrolle an der Seite von Saoirse Ronan mit.
Im selben Jahr gelang Chalamet der Durchbruch in Hollywood mit der Verfilmung des gleichnamigen Romans Call Me by Your Name. Mit Armie Hammer stellte Chalamet eine homosexuelle Liebschaft dar, wofür er viel Kritikerlob erhielt und den Los Angeles Film Critics Association Award als Bester Hauptdarsteller gewann. Zudem wurde er für den Oscar als Bester Hauptdarsteller nominiert, was ihn zur jüngsten Person der Kategorie seit Mickey Rooney im Jahr 1940 machte. 2018 wurde er in die Academy of Motion Picture Arts and Sciences aufgenommen. Ebenfalls 2018 war er in der Hauptrolle eines drogenabhängigen Jugendlichen in dem Drama Beautiful Boy zu sehen.
Bei den Internationalen Filmfestspielen von Venedig 2019 feierte das Historiendrama The King seine Premiere, in dem Chalamet die Hauptrolle des jungen Königs Heinrich V. übernahm. Im selben Jahr arbeitete er nach Lady Bird erneut mit Regisseurin Greta Gerwig und Schauspielerin Saoirse Ronan für die Literaturverfilmung Little Women, in der er Theodore „Laurie“ Laurence verkörperte. Zudem war er 2019 in Woody Allens Komödie A Rainy Day in New York in einer tragenden Rolle zu sehen.
Nachdem er zuvor überwiegend in Independent- und Arthouse-Filmen gespielt hatte, begann Chalamet bislang in den 2020er-Jahren auch zunehmend Hauptrollen in Blockbustern zu spielen. In Dune, dem ersten Teil einer aufwendigen Neuverfilmung von Frank Herberts Roman Der Wüstenplanet, inszeniert von Denis Villeneuve, ist Chalamet als Paul Atreides als Hauptfigur besetzt. Der Film sollte im Dezember 2020 erscheinen; aufgrund der COVID-19-Pandemie wurde die Premiere allerdings 10 Monate verschoben und startete am 16. September 2021 in den deutschen Kinos. Ebenfalls 2021 war Chalamet in Wes Andersons The French Dispatch und Adam McKays Don’t Look Up als Teil einer jeweils prominenten Ensemblebesetzung zu sehen.
Für das 2022 erschienene Horror-Drama Bones and All, in dem Chalamet in der männlichen Hauptrolle eines Kannibalen zu sehen ist, arbeitete er erneut mit Guadagnino zusammen. Im Film Wonka spielte er 2023 in der Titelrolle die Geschichte eines Schokoladenfabrikanten. Darin sang er auch das Lied You’ve Never Had Chocolate Like This, mit dem er in Großbritannien in die Charts kam. 2024 erschien der zweite Teil von Dune, Dune: Part Two, in den Kinos. In der Musiker-Filmbiografie Like A Complete Unknown von James Mangold übernahm er ebenfalls 2024 die Titelrolle von Bob Dylan. Sie brachte ihm 2025 seine zweite Oscar-Nominierung als Bester Hauptdarsteller ein. Für die Songs hatte er fünf Jahre lang Gitarre und Mundharmonika gelernt und sich Dylans typische Phrasierung angeeignet. Die Stücke nahm er live auf.

### Privates
Von 2018 bis 2020 war Chalamet mit Lily-Rose Depp liiert. Seit April 2023  führt er eine Beziehung mit Kylie Jenner.

## Synchronstimme
Synchronisiert wird er im Deutschen bereits seit Homeland (erschienen 2012) und Interstellar (2014) fast ausschließlich von Marco Eßer.

## Filmografie (Auswahl)
- 2009: Law & Order (Fernsehserie, Episode: 19x10)
- 2009: Loving Leah (Fernsehfilm)
- 2012: Royal Pains (Fernsehserie, 4 Episoden)
- 2012: Homeland (Fernsehserie, 8 Episoden)
- 2013: Burning Blue
- 2014: #Zeitgeist (Men, Women & Children)
- 2014: Interstellar
- 2014: Worst Friends
- 2015: One and Two
- 2015: The Adderall Diaries
- 2015: Alle Jahre wieder – Weihnachten mit den Coopers (Love the Coopers)
- 2016: Miss Stevens
- 2017: Call Me by Your Name
- 2017: Hot Summer Nights
- 2017: Lady Bird
- 2017: Feinde – Hostiles (Hostiles)
- 2018: Beautiful Boy
- 2019: A Rainy Day in New York
- 2019: The King
- 2019: Little Women
- 2021: The French Dispatch
- 2021: Dune
- 2021: Don’t Look Up
- 2022: Bones and All
- 2022: Entergalactic (Stimme)
- 2023: Wonka
- 2024: Dune: Part Two
- 2024: Like A Complete Unknown (A Complete Unknown)

## Auszeichnungen und Nominierungen
Oscar
- 2018: Nominiert als bester Hauptdarsteller für Call Me by Your Name
- 2025: Nominiert als bester Hauptdarsteller für Like A Complete Unknown

British Academy Film Award
- 2018: Nominiert als bester Hauptdarsteller für Call Me by Your Name
- 2018: Nominiert für den Rising Star Award
- 2025: Nominiert als bester Hauptdarsteller für Like A Complete Unknown

Golden Globe Award
- 2018: Nominiert als bester Hauptdarsteller – Drama für Call Me by Your Name
- 2019: Nominiert als bester Nebendarsteller für Beautiful Boy
- 2024: Nominiert als bester Hauptdarsteller – Komödie oder Musical für Wonka
- 2025: Nominiert als bester Hauptdarsteller – Komödie oder Musical für Like A Complete Unknown

Screen Actors Guild Award
- 2013: Nominiert für das beste Schauspielensemble in einer Dramaserie für Homeland
- 2018: Nominiert als bester Hauptdarsteller für Call Me by Your Name
- 2018: Nominiert für das beste Schauspielensemble für Lady Bird
- 2019: Nominiert als bester Hauptdarsteller für Beautiful Boy
- 2025: Auszeichnung als bester Hauptdarsteller für Like A Complete Unknown

Critics’ Choice Movie Award
- 2018: Nominiert als bester Hauptdarsteller für Call Me by Your Name
- 2018: Nominiert für das beste Schauspielensemble für Lady Bird

Gotham Award
- 2018: Bester Nachwuchsdarsteller